# Piero Gilli
Piero Gilli (Torino, 8 luglio 1897 – Torino, 19 settembre 1967) è stato un calciatore italiano, di ruolo ala.

## Carriera
Fece il suo esordio con la maglia della Juventus contro il Verona il 2 ottobre 1921 in una sconfitta per 3-1, mentre la sua ultima partita fu contro l'Inter il 20 aprile 1924 in un pareggio per 2-2 dove segnò i due suoi unici gol in bianconero. In due stagioni collezionò 18 presenze.
Rimase in società anche al termine della sua carriera agonistica.

## Statistiche

### Presenze e reti nei club
| Stagione        | Club            | Campionato      | Campionato | Campionato |
| Stagione        | Club            | Comp            | Pres       | Reti       |
| --------------- | --------------- | --------------- | ---------- | ---------- |
| 1921-1922       | Juventus        | Prima Divisione | 17         | 0          |
| 1922-1923       | Juventus        | Prima Divisione | 1          | 2          |
| Totale Juventus | Totale Juventus |                 | 18         | 2          |
| Totale carriera | Totale carriera |                 | 18         | 2          |